# Clinical Genitourinary Cancer
Clinical Genitourinary Cancer, abgekürzt Clin. Genitourin. Cancer,  ist eine wissenschaftliche Fachzeitschrift, die vom Elsevier-Verlag veröffentlicht wird. Die Zeitschrift wurde 2002 unter dem Namen Clinical Prostate Cancer gegründet, wechselte 2005 zum jetzigen Namen und erscheint mit vier Ausgaben im Jahr. Es werden Arbeiten veröffentlicht, die sich mit der Prävention, Diagnose und Behandlung von urogenitalen Krebserkrankungen beschäftigen.
Der Impact Factor lag im Jahr 2016 bei 2,535. Nach der Statistik des ISI Web of Knowledge wird das Journal mit diesem Impact Factor in der Kategorie Onkologie an 132. Stelle von 217 Zeitschriften und in der Kategorie Urologie und Nephrologie an 27. Stelle von 76 Zeitschriften geführt.